# Новопотьминское сельское поселение
Новопотьминское се́льское поселе́ние — муниципальное образование в Зубово-Полянском районе Мордовии Российской Федерации.
Административный центр — село Новая Потьма.

## История
Статус и границы сельского поселения установлены Законом Республики Мордовия от 7 февраля 2005 года № 12-З «Об установлении границ муниципальных образований Зубово-Полянского муниципального района, Зубово-Полянского муниципального района и наделении их статусом сельского поселения, городского поселения и муниципального района».

## Население
| 2002 | 2010 | 2012 | 2013 | 2014 | 2015 | 2016 |
| ---- | ---- | ---- | ---- | ---- | ---- | ---- |
| 796  | ↘710 | ↘677 | ↘669 | ↘661 | ↘640 | ↘611 |
| 2017 | 2018 | 2019 | 2020 | 2021 |      |      |
| ↘592 | ↘581 | ↘569 | ↘545 | ↗561 |      |      |

## Состав сельского поселения
| № | Населённый пункт | Тип населённого пункта       | Население |
| - | ---------------- | ---------------------------- | --------- |
| 1 | Ачадовка         | деревня                      | ↘29       |
| 2 | Краснознаменка   | посёлок                      | ↘33       |
| 3 | Новая Потьма     | село, административный центр | ↘352      |
| 4 | Старая Потьма    | село                         | ↘296      |